# Georges Klein de Kleinenberg
Georges Charles Benjamin Klein de Kleinenberg (Fortschwihr, 6 settembre 1781 – Saint-Germain-en-Laye, 9 gennaio 1856) è stato un generale francese, originario della Germania.

## Biografia

### La carriera nel periodo rivoluzionario e durante l'impero napoleonico
Membro di un'antica casata nobile tedesca, Georges era figlio di Jean-Georges Klein de Kleinenberg, colonnello al seguito del reggimento di ussari del conte Eterhazy, e di sua moglie, Catherine Cleophe di Langenhagen.
Il 22 agosto 1796, entrò nel 3º reggimento di ussari, ancor prima di aver compiuto i canonici 16 anni per l'ingresso in servizio, iniziando però i propri servizi sul campo a decorrere dal 20 fruttidoro dell'anno V (6 settembre 1797). Tra il 1796 ed il 1798 fu nell'area del Reno, il 22 aprile 1800 partecipò alle campagne nei Paesi Bassi, prendendo poi parte alle principali battaglie della Grande Armée. Nominato sottotenente, nel febbraio del 1806 venne ferito da cinque colpi di lancia alla testa nel corso della Battaglia di Hoff e ricevette un colpo al ginocchio destro il 14 giugno 1807 nel corso della Battaglia di Friedland.
Sempre con il 3° ussari, combatté in Spagna nel 1808: il 17 agosto 1809 venne nominato tenente e prese parte alle operazioni belliche in Portogallo per poi essere nominato capitano il 12 settembre 1811. Nel dicembre di quello stesso anno, venne compresso nel reggimento dei corazzieri a cavallo della guardia imperiale. Dopo la Campagna di Russia divenne capo squadrone di cavalleria e prese parte coi cacciatori a cavallo della guardia imperiale alle campagne di Sassonia (1813) e Francia (1814). Alla battaglia di Waterloo del 18 giugno 1815, riuscì a catturare una bandiera della King's German Legion.

### La restaurazione
Uscito dal reggimento dei corazzieri a cavallo della guardia imperiale il 6 dicembre 1815, venne nominato capo squadrone del 3º reggimento di ussari della Mosella il 18 aprile 1816, venendo promosso al grado di tenente colonnello del reggimento stesso il 30 luglio 1823. Durante la campagna di Spagna del 1823, prese parte alla Battaglia di Tramaced dell'8 ottobre ove si distinse con atti di eroismo. Prese parte col suo reggimento all'assedio di Lleida nel 1824. Dopo la rivoluzione del 1830 venne nominato colonnello del 14º reggimento di corazzieri a cavallo, ma dopo appena quattro giorni (il 15 settembre) venne assegnato al comando del 5º reggimento ussari, reggimento con cui prese parte alle operazioni in Belgio tra il 1831 ed il 1832. Nominato General di Brigata il 16 novembre 1840, ottenne il comando delle forze militari del dipartimento della Marna dal 2 gennaio dell'anno successivo, e poi del Giura dal 2 giugno 1843, per poi essere posto in riserva dal 7 settembre 1843. Venne pensionato definitivamente il 30 maggio 1848.

### Onorificenze francesi

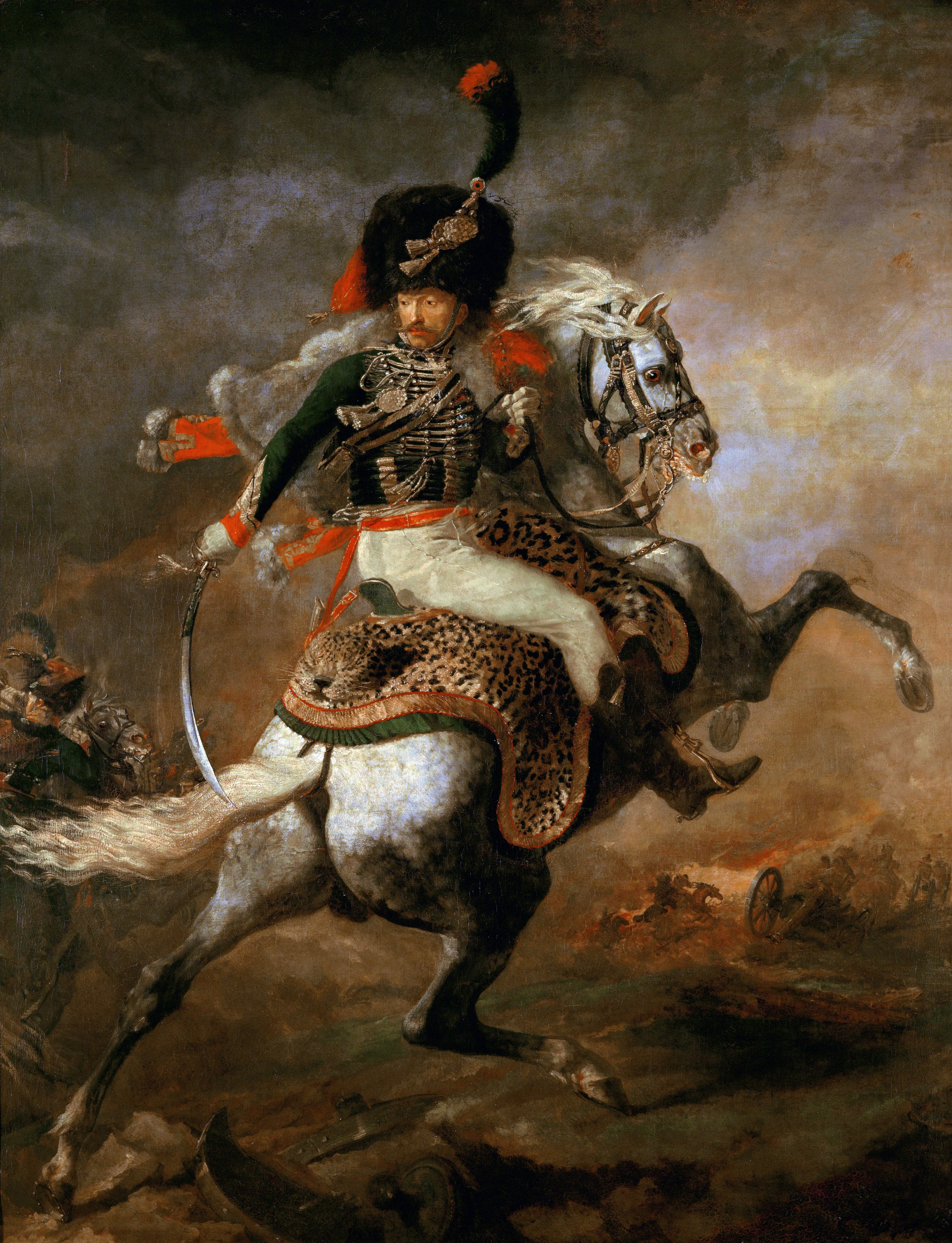